# 真国村
真国村（まくにむら）は、和歌山県海草郡にあった村。現在の紀美野町の北西部、貴志川の支流・真国川の下流域にあたる。

## 地理
- 山岳：雨山、上ノ城山
- 河川：真国川

## 歴史
- 1889年（明治22年）4月1日 - 町村制の施行により、那賀郡真国宮村・井堰村・蓑垣内村・蓑津路村・花野原村・初生谷村・北野村および志賀野東野村の一部（飛地）の区域をもって発足。
- 1951年（昭和26年）10月1日 - 所属郡が海草郡に変更。
- 1955年（昭和30年）6月1日 - 下神野村・上神野村・国吉村・長谷毛原村と合併して美里町が発足。同日真国村廃止。